# Campeonato femenino sub-17 de la CAF de 2013
El Campeonato femenino sub-17 de la CAF de 2013, es el torneo que decide qué naciones africanas asistirán a la Copa Mundial Femenina de Fútbol Sub-17 de la FIFA.

## Primera fase
| Fecha                   | Lugar      |                   |  | Resultado              |  |                                 |
| ----------------------- | ---------- | ----------------- |  | ---------------------- |  | ------------------------------- |
|                         |            | Guinea Ecuatorial |  | Kenia no participó     |  | Kenia                           |
|                         |            | Ghana             |  | Congo no participó     |  | República Democrática del Congo |
| 17 de agosto de 2013    | Molepolole | Botsuana          |  | 2 : 5                  |  | Zambia                          |
| 1 de septiembre de 2013 | Lusaka     | Zambia            |  | 3 : 1                  |  | Botsuana                        |
|                         |            | Marruecos         |  | Marruecos no participó |  | Sudán del Sur                   |

## Fase Final
| Fecha                   | Lugar         |                   |  | Resultado                  |  |                   |  |
| ----------------------- | ------------- | ----------------- |  | -------------------------- |  | ----------------- |  |
| 2 de noviembre de 2013  | Acra          | Ghana             |  | 2 : 0                      |  | Guinea Ecuatorial |  |
| 23 de noviembre de 2013 | Malabo        | Guinea Ecuatorial |  | 2 : 3                      |  | Ghana             |  |
| 3 de noviembre de 2013  | Lusaka        | Zambia            |  | 3 : 3                      |  | Sudáfrica         |  |
| 24 de noviembre de 2013 | Johannesburgo | Sudáfrica         |  | 1 : 3                      |  | Zambia            |  |
|                         |               | Sudán del Sur     |  | Sudán del Sur no participó |  | Nigeria           |  |

## Clasificados a laCopa Mundial Femenina de Fútbol Sub-17 de 2014
| Nigeria | Ghana | Zambia |